# Д1м
Дизель-поезд Д1м — модификация дизель-поезда Д1, строившаяся в 1995—2002 годах по проекту ВНИИЖТ на Великолукском локомотивовагоноремонтном заводе при участии Калужского машиностроительного завода и завода «Звезда». Проект модификации предусматривал замену заводских главного дизеля и гидропередачи; всего таким образом было модифицировано 16 поездов, поступивших в эксплуатацию на Октябрьскую, Московскую и Юго-Восточную железные дороги. Модификация оказалась достаточно неудачной, в результате чего в последующие 10 лет большинство модифицированных поездов были исключены из парка железных дорог.

## Проект модернизации
Венгерский завод Ганц-Маваг, наряду с Рижским вагоностроительным заводом, являлся одним из основных поставщиков дизель-поездов для железных дорог СССР. Выпущенные предприятием в период с 1964 по 1988 год четырёхвагонные дизель-поезда серии Д1 широко эксплуатировались на неэлектрифицированных участках железных дорог для обеспечения пригородных перевозок. Эксплуатация дизель-поездов поздних номеров серии выявила недостаточную надёжность заводской силовой передачи типа HydroGanz HM612-22, связанную с неудовлетворительной работой и поломками дисков 3-й скорости. С целью снижения порчи оборудования Управлением локомотивного хозяйства было рекомендовано глушить трубки включения 3-й скорости, что ограничивало максимальную скорость движения 85 км/ч. В связи с этими обстоятельствами в начале 1980-х годов специалистами ВНИИЖТа был проведён комплекс работ по изучению возможности замены силовой установки дизель-поезда. Тем не менее, в силу тех или иных причин, проект остался не реализованным.
В середине 1990-х годов, в связи с недостатком финансирования, принятием программы импортозамещения и последующим прекращением поставок запчастей из Венгрии, Отдел ремонта дизельного подвижного состава ЦТ предложил заменить силовую установку дизель-поезда Д1 на отечественную. Разработка и изготовление гидропередачи были поручены Калужскому машиностроительному заводу, дизельного двигателя — заводу «Звезда». Проект возглавил ВНИИЖТ (А. Г. Вольперт), от Проектно-конструкторского бюро локомотивного хозяйства — Е. Л. Дубинский, от КМЗ — В. М. Омельченко, от завода «Звезда» — главный инженер Коновалов, от Управления локомотивного хозяйства — В. А. Заботин.
Проект модернизации ПКБ ЦТ ДП256.00.00 предусматривал замену заводской гидромеханической передачи типа НМ612-22 на гидродинамическую типа ГДП 750/201 и заводского дизеля типа 2VFE 17/24 на дизель типа М773А (12ЧН 18/20).

## Модернизация
В 1995 году по проекту ДП256 на Великолукском локомотивовагоноремонтном заводе был модернизирован первый дизель-поезд, Д1-728. Работа по модернизации проходила со значительными трудностями. Гидродинамическая передача Калужского завода не была унифицирована с моторной тележкой дизель-поезда в достаточной степени, в связи с чем не совсем вписывалась в её геометрию. Недостаточная надёжность конструкции муфты приводила к её разрушению в процессе работы; Калужским заводом было изготовлено три альтернативных варианта, однако они также оказались неработоспособными; в итоге муфта была изготовлена на заводе «Звезда». Были выявлены проблемы со стартером и оптимальной конструкцией маслоотражателя в выхлопной системе. В качестве карданного вала применили удлинённый карданный вал тепловоза ТГМ3.
После модернизации дизель-поезд Д1-728 прошёл ряд испытаний на экспериментальном кольце ВНИИЖТ в Щербинке. После успешных испытаний, закончившихся 14 мая 1996 года, 18 июля того же года его отправили на опытную эксплуатацию в депо Смоленск.
В дальнейшем по решению Московской железной дороги на Великолукском заводе были модернизированы ещё несколько Д1 приписки депо Смоленск. После модернизации, дизель-поезда Д1 получали обозначение Д1м; индекс «м» указывает на модернизацию и принят в документации, однако на вагоны наносился не всегда. Нумерация Д1 и Д1м сквозная. Вслед за Московской железной дорогой были модернизированы несколько поездов Октябрьской и Юго-Восточной железных дорог: Д1-728 (1995, Московская); Д1-615 (1996, Московская); Д1-613 (1997, Московская); Д1-635 (1997, Московская); Д1-633 (1997, Московская); Д1-548 (1998, Московская); Д1-577 (1998, Юго-Восточная); Д1-597 (1998, Юго-Восточная); Д1-600 (1998, Октябрьская); Д1-636 (1998, Московская); Д1-805 (1998, Московская); Д1-720 (2000, Октябрьская); Д1-481 (2002, Московская); Д1-614 (Московская); Д1-648 (Московская); Д1-727 (Московская), всего 16 машин.

## Эксплуатация
Немодернизированные Д1 было решено сконцентрировать в депо Узловая (ТЧ-35), а модернизированные — в депо Смоленск (ТЧ-42). По ряду причин, в частности, из-за передачи из депо Фаянсовая в депо Смоленск автомотрис АЧ2, парк Д1м в последующие годы был распылён, и многие Смоленские Д1м попали в депо Узловая, где быстро прекратили существование ввиду того, что ремонтный персонал не был знаком с нестандартными дизелем и гидропередачей. Д1м-728 и Д1м-805 в 2006—2007 годах прошли ремонт с модернизацией салона в соответствии с требованиями повышенной комфортности на заводе «Стекломаш» (Орехово-Зуево) и продолжили работать в депо Смоленск I; в мае 2010 года переданы в депо Новомосковск I, но в эксплуатацию не вводились, списаны в ноябре 2011 года.
Д1м-548 в 2004 году прошёл КР на Даугавпилсском локомотиворемонтном заводе, в 2009 году прошёл ремонт в депо Новомосковск с заменой салона.
Д1м-720 в 2001 году на производственной площадке локомотивного депо Санкт-Петербург-Пассажирский-Московский переделан в служебный, используется как мотриса заместителя начальника Октябрьской железной дороги.
В 2008 году капитальный ремонт в объёме КР-2 прошли дизель-поезда Д1-749 и Д1-750 приписки депо Узловая. Помимо полного капитального ремонта дизеля, гидромеханической передачи и других узлов, была проведена замена обшивки кузова и салона — деревянные окна заменены на стеклопакеты, деревянные диваны — на пластмассовые с индивидуальной велюровой вставкой.
Модернизированные поезда получили противоречивые оценки. Наряду с большей мощностью силовой установки отмечается низкое качество комплектующих и исполнения, большая сложность обслуживания дизеля М773А в сравнении с 12VFE 17/24, низкая надёжность ГДП 750/201, проблемы с забором воздуха для дизеля, низкой надёжностью реле, ограничением по скорости и т. д.
По состоянию на 2012 год: Д1-728 списан 2011; Д1-615 списан 2010; Д1-613 списан 2006; Д1-635 списан 200?; Д1-633 списан 200?; Д1-577 списан 200?; Д1-597 списан 200?; Д1-600 списан 200?; Д1-636 списан 200?; Д1-805 списан 2011; Д1-481 списан 2009; Д1-614 списан 2010; Д1-648 списан 200?; Д1-727 списан 200?. Сохранился 1 дизель поезд Д1м: Д1-720 с 2016 г. находится на базе запаса Лебяжье; Д1-548 списан 200?.
| Сведения об отдельных дизель-поездах серии Д1м | Сведения об отдельных дизель-поездах серии Д1м | Сведения об отдельных дизель-поездах серии Д1м | Сведения об отдельных дизель-поездах серии Д1м | Сведения об отдельных дизель-поездах серии Д1м | Сведения об отдельных дизель-поездах серии Д1м |
| Номер                                          | Построен                                       | Приписан                                       | Дорога                                         | Модернизация                                   | Списан                                         |
| ---------------------------------------------- | ---------------------------------------------- | ---------------------------------------------- | ---------------------------------------------- | ---------------------------------------------- | ---------------------------------------------- |
| Д1-481                                         | 1972                                           | Новомосковск-I                                 | Московская                                     | 2002                                           | 2009                                           |
| Д1-548                                         | 1974                                           | Новомосковск-I                                 | Московская                                     | 1998                                           | 201?                                           |
| Д1-577                                         | 1976                                           | Отрожка                                        | Юго-Восточная                                  | 1998                                           | 200?                                           |
| Д1-597                                         | 1977                                           | Отрожка                                        | Юго-Восточная                                  | 1998                                           | 200?                                           |
| Д1-600                                         | 1977                                           | Выборг                                         | Октябрьская                                    | 2000                                           | 200?                                           |
| Д1-613                                         | 1977                                           | Смоленск                                       | Московская                                     | 1997                                           | 2006                                           |
| Д1-614                                         | 1977                                           | Новомосковск-I                                 | Московская                                     |                                                | 2010                                           |
| Д1-615                                         | 1977                                           | Смоленск                                       | Московская                                     | 1996                                           | 2010                                           |
| Д1-633                                         | 1978                                           | Смоленск                                       | Московская                                     | 1997                                           | 200?                                           |
| Д1-635                                         | 1978                                           | Смоленск                                       | Московская                                     | 1997                                           | 200?                                           |
| Д1-636                                         | 1978                                           | Смоленск                                       | Московская                                     | 1998                                           | 200?                                           |
| Д1-648                                         | 1979                                           | Новомосковск-I                                 | Московская                                     |                                                | 200?                                           |
| Д1-720                                         | 1985                                           | СПб-Варшавский                                 | Октябрьская                                    | 2000                                           | 19.08.2016                                     |
| Д1-727                                         | 1985                                           | Смоленск                                       | Московская                                     |                                                | 200?                                           |
| Д1-728                                         | 1985                                           | Новомосковск-I                                 | Московская                                     | 1995                                           | 2011                                           |
| Д1-805                                         | 1988                                           | Новомосковск-I                                 | Московская                                     | 1998                                           | 2011                                           |

## Технические характеристики
Основные параметры для дизель-поезда Д1м:
- Масса:
  - Поезда — 274 т;
  - Моторного вагона — 68 т;
  - Прицепного вагона — 37 т;
- Длина по осям автосцепок:
  - Поезда — 99 080 мм;
  - Моторного вагона — 25 000 мм;
  - Прицепного вагона — 24 540 мм;
- Число сидячих мест — 400;
- Часовая мощность главных дизелей — 2×603 кВт;
- Конструкционная скорость — 105 км/ч;
- Нагрузка от движущих колёсных пар — 17 тс;
- Минимальный радиус проходимых кривых — 100 м;
- Запас топлива — 2×1200 л;
- Запас песка — 2×160 кг.

## Конструкция
Гидропередача ГДП750/201 — переливная, имеет 2 гидротрансформатора. Система автоматического управления — электропневматическая двухимпульсная. Мощность, потребляемая гидропередачей при номинальной частоте вращения, — 551,5 кВт (750 л. с.). Номинальная частота вращения входного вала гидропередачи — 1400 об/мин. Номинальное напряжение тока в цепях управления — 50 В. Масса гидропередачи — 2600 кг.
Дизельный двигатель М773А (12ЧН 18/20) — четырёхтактный двенадцатицилиндровый V-образный, с газотурбинным наддувом от одного турбокомпрессора. В режиме полной мощности (при частоте вращения вала 1440 об/мин) мощность дизеля составляет 603 кВт (820 л. с.). Диаметр цилиндров — 180 мм, ход поршня — 200 мм. Масса сухого дизеля — 2000 кг. Удельный расход топлива — 208 г/кВт·ч (153 г/л. с.·ч).
За исключением силовой передачи и дизеля, конструкция дизель-поезда осталась неизменной.

## Техническое обслуживание
Техническим обслуживанием дизель-поезда является комплекс работ по поддержанию состава в состоянии технической исправности и готовности к работе. В соответствии с указанием ОАО «РЖД» № 622р от 6 апреля 2006 года, периодичность технического обслуживания дизель-поезда Д1м устанавливалась: в объёме ТО-1 — при приёмке и сдаче поезда; в объёме ТО-2 — не более 48 часов; в объёме ТО-3 — не более 10 суток.
Ремонт дизель-поезда включает комплекс работ по восстановлению исправности и работоспособности состава. В соответствии с тем же приказом, периодичность текущего ремонта дизель-поезда Д1 устанавливалась: в объёме ТР-1 — 2 месяца; в объёме ТР-2 — каждые 90 000 км, но не более 9 месяцев; в объёме ТР-3 — каждые 180 000 км, но не более 18 месяцев. Периодичность капитального ремонта устанавливалась: в объёме КР-1 — 720 000 км, но не более 4,5 лет; в объёме КР-2 — 1 440 000 км, но не более 9 лет.